# シブがき隊 82-83
『シブがき隊 82-83』は、シブがき隊の2枚目のベスト・アルバム。1985年4月21日に発売。CDのみの企画アルバム。

## 収録曲
1. ヘッドフォン・ララバイ
2. 100%…SOかもね!
3. 処女的衝撃!
4. ゼロから始まる
5. 哀しみのシルヴァーレイン
6. 挑発∞ （MUGENDAI）
7. あいつと俺とおまえ
8. 哀愁メモリー
9. 君にジーレ・ジーレ
10. 夏かしの恋 秋らめて
11. 1000年ハートブレイク
12. Hey! Bep-pin
13. 夜明けのモンスーン
14. ZOKKON 命
15. Memories For You